# Marie Claire (tijdschrift)
Marie Claire is een maandelijks tijdschrift gericht op vrouwen. Anno 2010 werd het uitgegeven in 33 landen en 17 talen en bereikte het wereldwijd maandelijks 15 miljoen lezers. Het blad is volgens de uitgever bedoeld voor modebewuste jonge, zelfstandige vrouwen met een opleiding, een baan en een brede belangstelling. 

## Geschiedenis
Het tijdschrift is in 1937 opgericht door Jean Prouvost (1885–1978) en Marcelle Auclair (1899–1983). Het werd wekelijks op woensdag uitgegeven. In Frankrijk werd de wekelijkse editie meteen een groot succes. In 1942 werden verschillende tijdschriften niet meer uitgegeven door de Duitse autoriteiten, Marie Claire was daar een van. Het tijdschrift verscheen pas weer in 1954, nu als maandelijks tijdschrift. Toen Prouvost in 1976 met pensioen ging, nam zijn kleindochter Évelyne (1939–2017) het blad over. In 2004 volgde haar zoon Arnaud de Contades haar op.
De Nederlandse versie verscheen voor het eerst in 1989. Het werd  uitgegeven door Sanoma Uitgevers en had in 2007 een oplage van 77.194 exemplaren en een leesbereik van 211.000 lezers. In het eerste kwartaal van 2010 bedroeg de oplage in Nederland nog 69239, in het eerste kwartaal van 2013 41552.  Deze editie verscheen in Vlaanderen met een toegevoegd Vlaams katern dat gemaakt werd door een eigen redactie. Marie Claire verscheen er met de ondertitel "Vlaamse editie" en hoofdredactrice was Fabienne Willaert. De Vlaamse editie had in 2009 een oplage van 12.159 exemplaren en een leesbereik van 103.900 lezers.
In begin 2013 werden de Vlaamse en Nederlandse editie van het blad ontkoppeld, er verscheen in het vervolg een volwaardige Nederlandstalige Belgische versie van het blad. In oktober 2014 volgde de lancering van een eigen website. In 2015 werden in Vlaanderen maandelijks gemiddeld 14.682 exemplaren verkocht. In maart 2016 werd de uitgeeflicentie voor België overgedragen aan uitgeverij Éditions Ventures, die ook de titels Elle, l'Officiel en Psychologie in België uitgeeft. Hoofdredactrice Ruth Goossens werd opgevolgd door Anouk Van Gestel, zij was voordien hoofdredactrice van het blad Femmes d'Aujourd'hui. In juni 2019 volgde Marie Geukens haar op. Eind 2021 nam Julie Rouffiange, daarvoor adjunct-hoofdredactrice van Marie Claire België, het stokje over, om vanaf september 2022 opgevolgd te worden door Timon Van Mechelen. 
In Nederland deed Sanoma de rechten om Marie Claire uit te brengen in 2016 over aan Pijper Media. 

### Hoofdredactrices
Nederlandse editie
- Renie van Wijk (1989–2001)
- Harriet Calo (2001–2006)
- Sandera Krol (2006–2010)
- May-Britt Mobach (2010–2013)
- Claudia Straatmans (2013–2016)
- Annelies Pijper (2016–)

Belgische editie
- Fabienne Willaert (2001–2011)
- Ruth Goossens (2012–2016)
- Anouk Van Gestel (2016–2019)
- Marie Geukens (2019-2021)
- Julie Rouffiange (2021-2022)
- Timon Van Mechelen (2022-)